# Seznam filmových sestřihů televizních seriálů a seriálových sestřihů filmů
Tento seznam shromažďuje filmy, které vznikly přestříháním televizního seriálu a naopak televizní seriály vzniklé přestříháním materiálu z natáčení filmu. Doplněny jsou také informace o rozdílu mezi filmovou a seriálovou verzí.
Seriály, které mají několik alternativních verzí, najdete v přehledu Seznam českých seriálů s různými verzemi.
| Seriálový sestřih                | Filmový sestřih                                      | Poznámky |
| -------------------------------- | ---------------------------------------------------- | --- |
| 30 případů majora Zemana         | Rukojmí v Bella Vista                                | Film (129 min) je sestřihem 27. a 28. dílu seriálu (Poselství z neznámé země a Rukojmí v Bella Vista, 2x 90 min). Jedna scéna byla natočena až pro film. |
| #annaismissing                   | #annaismissing                                       | Seriálová verze (9x 15 min) je o více než půl hodinu delší než filmová (108 min) a nabízí nové i rozšířené scény. Některé scény jsou v seriálu oproti filmu v jiném pořadí. |
| Ať žijí rytíři!                  | Ať žijí rytíři!                                      | Seriálové verze (7x 56–58 min nebo 14x 28 min) jsou více než třikrát delší než filmová (105 min). |
| Bastardi                         | BastardiBastardi 2Bastardi 3                         | Tři filmy (80+95+97 min) a jejich seriálová verze (20x 29 min). Do seriálu byly zařazeny vystřižené scény z filmů a zároveň bylo dotočeno zhruba 100 minut nového materiálu. |
| Gagman                           | Gagman                                               | Vzhledem k poměrně krátké celkové stopáži byl ze seriálu (6x 30 min) sestříhán i film, který nebyl nikdy distribuován. |
| Hasičárna Telecí                 | Hasičárna Telecí                                     | Osmidílný webový seriál (8x 13 min) a jeho zkrácený filmový sestřih (77 min). |
| Hořící keř                       | Hořící keř                                           | Třídílný televizní film (3x 80 min) a jeho filmový sestřih (206 min). |
| Chobotnice z II. patra           | Chobotnice z II. patraVeselé Vánoce přejí chobotnice | Z čtyřdílného seriálu (4x 59 min) vznikly sestřihem dva filmy (92+92 min), první film z 1. a 2. dílu, druhý film z 3. a 4. dílu. Filmy téměř úplně vypouštějí příběhovou linii prázdnin u dědečka z druhé poloviny 2. dílu a první poloviny 3. dílu seriálu, ve filmech je přítomno jen rychlé shrnutí vynechaného děje. |
| Kačenka a strašidla              | Kačenka a strašidlaKačenka a zase ta strašidla       | Seriálová verze (8x 25 min) a filmové sestřihy (84+84 min) se liší o 32 minut (znělky a shrnutí děje mohou tento rozdíl významně změnit). |
| Klaun Am                         | Klaun Am                                             | Seriál je také pospojován do filmu. |
| Království květin                | Království květin                                    | Večerníček (8x 9–10 min) také verze jako televizní film (61 min). |
| Krev zmizelého                   | Krev zmizelého                                       | Film (126 min) a jeho seriálová verze (4x 69 min). |
| Kubula a Kuba Kubikula           | Kubula a Kuba Kubikula                               | Večerníček (7x 8 min) a jeho 30minutový zkrácený filmový sestřih. |
| Lekár umierajúceho času          | Svědek umírajícího času                              | Seriálová verze (68+80+69+79+73 min) ve slovenském znění, filmový sestřih (96 min) s českým postsynchronem. |
| Lucie, postrach ulice            | Lucie, postrach ulice...a zase ta Lucie!             | Seriálová verze (6x 30 min) vznikla pro Západní Německo v roce 1980. V Československu nebyl příběh nikdy uveden v seriálové podobě, ale ve formě dvou filmů až v roce 1984. První film (74 min) vznikl sloučením dílů 1–3, druhý film (83 min) spojil díly 4–6.                                                          |
| Maharal – Tajemství talismanu    | Maharal – Tajemství talismanu                        | Film (105 min) a jeho seriálová verze (5x 25 min). |
| Mach a Šebestová                 | Mach a Šebestová k tabuli!                           | Střihový film (69 min) obsahuje 7 dílů z první třináctidílné řady propojené krátkými dotáčkami a jeden nový příběh Jak Mach a Šebestová vyrostli. |
| Malá čarodějnice                 | Malá čarodějnice                                     | 14dílný večerníček a film vzniklý pospojováním všech jeho dílů. |
| O Kubovi a Stázině               | Jak ševci zvedli vojnu pro červenou sukni            | Večerníček (13x 9 min) a jeho filmová verze (70 min). |
| Pan Tau                          | Poplach v oblacíchOd zítřka nečaruji                 | Sedmidílná třetí série byla přestříhaná do dvou filmů. Film Poplach v oblacích z 1., 2. a části 3. dílu. Film Od zítřka nečaruji z 5., 6. a 7. dílu. |
| Pat a Mat (Pat a Mat kutí)       | Pat a Mat: Kutilské trampoty                         | 7 dílů seriálu Pat a Mat kutí spojených dohromady (Automyčka, Popcorn, Létající stroj, Nábytek, Palačinky, Fotopast a Sklizeň). |
| Pat a Mat (Pat a Mat na venkově) | Pat a Mat ve filmu                                   | 10 dílů série Pat a Mat na venkově (Vodovod, Papírový servis, Vysavač, Podlaha, Suchý strom, Pomerančová šťáva, Rotoped, Kaktus, Obkladačky a Sluneční clona), které si Pat a Mat promítají na promítačce (za využití scén z dílu Promítačka).                                                                           |
| Pat a Mat (Pat a Mat nás baví)   | Pat a Mat znovu v akci                               | 9 dílů seriálu Pat a Mat nás baví (Krtek, Sekačka, Včely, Ucpaný komín, Plot, Kolotoč, Odpad, Kamera a Skalka) spojených dohromady. Epizody jsou propojeny pomocí skečů, které obsahují vždy jeden vtip a ve kterých také Pat a Mat mluví.                                                                               |
| Pat a Mat (Pat a Mat v zimě)     | Pat a Mat: Zimní radovánky                           | 7 dílů seriálu Pat a Mat v zimě spojených dohromady (Kalamita, Sauna, Stromeček, Vánoční světýlka, Betlém, Dárky a Silvestr). |
| Princezna ze mlejna              | Princezna ze mlejna                                  | Film (106 min) a jeho seriálová verze (6x 25 min). |
| Princezna ze mlejna 2            | Princezna ze mlejna 2                                | Film (111 min) a jeho seriálová verze (6x 25 min). |
| Rodinka                          | Rodinka                                              | Film (90 min) a jeho zhruba dvojnásobně delší šestidílná seriálová verze (6x 30 min). |
| Rozsudky soudce Ooky             | Rozsudky soudce Ooky                                 | Televizní film (62 minut) a čtyřdílná seriálová verze: 1. Pomeranč a kachna (17 minut), 2. Výtržníci a poctivci (15 minut), 3. Kapsáři a falešný uhlíř (17 minut), 4. Hedvábí a slzy (16 minut). Film je prostým pospojováním jednotlivých televizních dílů za sebe, liší se jen úvodní a závěrečné titulky.             |
| Rumburak                         | Rumburak                                             | Film Rumburak (90 min) existuje také ve dvojdílné televizní verzi (2x 49 min). Sestřihy byly většinou vytvořeny za použití rozdílných záběrů z jiných klapek. |
| Saturnin                         | Saturnin                                             | Film (97 min) má také prodlouženou čtyřdílnou seriálovou podobu (4x 37 min). |
| Snowboarďáci                     | Snowboarďáci                                         | Film (99 min) a jeho třídílná seriálová verze (3x 52 min). |
| Teta                             | Pehavý Max a strašidlá                               | Slovenský seriál (7x 51 min) a jeho filmová verze (90 min). |
| Tisíc a jedna noc                | Tisíc a jedna noc                                    | Český 14dílný animovaný seriál a filmový sestřih z 5 dílů. |
| Tisícročná včela                 | Tisícročná včela                                     | Slovenský seriál (4x 55 min) a jeho dvojdílná filmová verze (163 min). |
| Trabantem Jižní Amerikou         | Trabantem až na konec světa                          | Třetí expedice cestovatelského projektu Transtrabant ve formě dokumentárního filmu (98 min) i dokumentárního seriálu (12x 26 min). |
| Trabantem z Austrálie do Asie    | Trabantem do posledního dechu                        | Čtvrtá expedice cestovatelského projektu Transtrabant ve formě dokumentárního filmu (96 min) i dokumentárního seriálu (12x 28 min). |
| Trabantem z Indie až domů        | Trabantem tam a zase zpátky                          | Pátá expedice cestovatelského projektu Transtrabant ve formě dokumentárního filmu (114 min) i dokumentárního seriálu (14x 28–35 min). |
| Útěk do Budína                   | Útěk do Budína                                       | Film (135 min) byl pro televizi zpracován jako pětidílný seriál (5x 54 min). |
| Vyšehrad                         | Vyšehrad: Seryjál                                    | Desetidílný webový seriál (10× 7–10 min) byl sestříhán do podoby celovečerního filmu (85 min), jehož konec byl doplněn záběry ze snímku Vyšehrad: Fylm |
| Z pekla štěstí                   | Z pekla štěstíZ pekla štěstí 2                       | Filmy (111+102 min) a jejich desetidílná seriálová verze. |
| Zahradnictví                     | Zahradnictví                                         | Filmová trilogie (Rodinný přítel, Dezertér, Nápadník) a její šestidílná seriálová verze (Tři sestry, Rodinný přítel, Salon Valentino, Dezertér, Nápadník, Velké manévry). |
| Zdivočelá země                   | Zdivočelá země                                       | První řada seriálu (1.-12. díl) přestříhaná do podoby filmu (114 min). Několik scén bylo přesto potřeba dotočit. |